# اردوگاه سالاسپیلس
اردوگاه سالاسپیلس اردوگاهی نازی بود که در پایان سال ۱۹۴۱ در ۱۸ کیلومتری جنوب شرقی ریگا (لتونی)، در سالاسپیلس ایجاد شد. دستگاه دیوان‌سالاری نازی میان انواع گوناگون اردوگاه‌ها تفاوت قائل می‌شد. نام رسمی این اردوگاه، «زندان پلیس سالاسپیلس و اردوگاه بازآموزی از راه کار اجباری» بود. این اردوگاه با نام اردوگاه کورتنهوف نیز شناخته می‌شود، که عنوان آلمانی برای شهر سالاسپیلس بود.
برنامه‌ریزی برای گسترش اردوگاه و ساختار زندانیان آن چندین بار تغییر کرد. در ۱۹۴۳، هاینریش هیملر برای مدت کوتاهی به فکر تبدیل اردوگاه به یک اردوگاه کار اجباری رسمی (Konzentrationslager) افتاد، که در آن صورت اردوگاه به‌طور رسمی زیر نظر اداره اصلی امنیت رایش قرار می‌گرفت، اما این ایده به سرانجام نرسید. به دلیل شدت بدرفتاری‌ها در این اردوگاه، به ویژه در برابر کودکان، این اردوگاه میراث ماندگاری در فرهنگ لتونی و روسی داشته‌است.

## تاریخچه

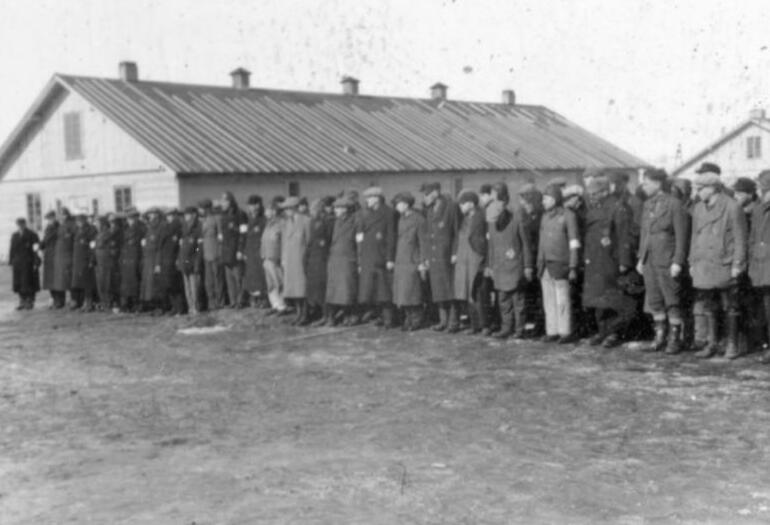
زندانیان به صف می‌شوند، ۲۲ دسامبر ۱۹۴۱ (عکس از تبلیغات پروپاگاندای نازی).

در اکتبر ۱۹۴۱، اس‌اس-اشتورمبانفورر رودلف لانگه آغاز به برنامه‌ریزی برای ایجاد اردوگاهی در سالاسپیلس کرد تا کسانی را که در لتونی توسط پلیس دستگیر شده بودند و همچنین یهودیانی را که از آلمان و سایر کشورها به لتونی تبعید شده بودند اسیر کند. لانگه، که در آغاز هماهنگ‌کننده گروه ویژه کاری A (آینزاتس‌گروپ A) بود، در دسامبر ۱۹۴۱ کار جدیدی را به عنوان فرمانده پلیس امنیت (اس دی) در لتونی و همچنین سرویس امنیتی (Sicherheitsdient) آغاز کرد. مکانی که در نزدیکی شهر سالاسپیلس انتخاب شده بود، اتوسط راه‌آهن اصلی به ریگا و دوگوپیلس، دو شهر بزرگ لتونی، متصل می‌شد. در این طرح، ایده بر این بود تا زندانیان برای استخراج پوده به کار گرفته شوند، و به منظور جلوگیری از بچه دار شدنشان، زنان و مردان یهودی را از هم جدا کنند (بخشی از راه حل نهایی). در فوریه ۱۹۴۲، لانگه، احتمالاً به دلیل خدمات خود در لتونی، در کنفرانس وانزه شرکت کرد که در آن نقشه‌های نهایی برای کشتار یهودیان اروپا توسط نازی‌ها مورد بررسی قرار گرفتند.
نخستین کاروان از یهودیان آلمانی پیش از اتمام ساخت اردوگاه سالاسپیلس در اکتبر ۱۹۴۱ به‌طور غیرمنتظره‌ای وارد لتونی شد. قطار از راه اصلی خود از مینسک به ریگا تغییر مسیر داده بود. یهودیان درون قطار به‌طور موقت در اردوگاه کار اجباری یونگفرنهوف یا اندکی بعد در بخشی مشخص شده توسط نازی‌ها در ریگا اسکان داده شدند، که بعدها به گتو ریگا معروف شد.
آماده‌سازی مکان اردوگاه در اکتبر ۱۹۴۱ توسط اسیران جنگی شوروی، یهودیان چک تبعیدی، و همچنین تعداد کمی از یهودیان آلمانی از اردوگاه یونگفرنهوف انجام شد. در اواسط ژانویه ۱۹۴۲ کمینه ۱۰۰۰ یهودی از گتو ریگا ناچار به کار برای ساخت اردوگاه شدند.
تا پاییز سال ۱۹۴۲، اردوگاه شامل ۱۵ تااز ۴۵ پادگانی که قرار بود درست شوند، بود و ۱۸۰۰ زندانی را در خود جای می‌داد. اگرچه از اردوگاه با عنوان زندان پلیس و اردوگاه بازآموزی نام برده می‌شد، سالاسپیلس را می‌توان به دلیل روش سازماندهی کار، انواع زندانیان و همچنین نحوه رفتار با آنها، با اردوگاه‌های کار اجباری آلمان نازی همانند دانست.
تب حصبه، سرخک و سایر بیماری‌ها باعث مرگ نیمی از کودکان ساکن اردوگاه شدند. در یکی از گورهای دسته‌جمعی در اردوگاه، ۶۳۲ جسد از کودکان میان ۵ تا ۹ سال کشف شدند.
در طول دوره فعالیت اردوگاه، حدود ۱۲۰۰۰ زندانی از آن گذر کردند. حدود ۲۰۰۰ تن بر اثر بیماری، کار سنگین، اعدام، همه‌گیری و دیگر دلایل جان خود را از دست دادند.